# Dick Maas
Dirk Herman Willem Maas (Dick) (Heemstede, 15 d'abril de 1951) és un director de cinema, guionista, productor de cinema i compositor de cinema neerlandès.
Maas va assolir la fama després de l'èxit dels seus vídeos musicals per a la banda holandesa Golden Earring, incloent "Twilight Zone" i el polèmic "When the Lady Smiles," i les seves pel·lícules De Lift, Amsterdamned, misteri als canals i Flodder a la dècada de 1980. Maas també va dirigir el polèmic Saint Nicolas slasher Sint (Saint Nick) i un episodi de la sèrie de televisió Young Indiana Jones. La pel·lícula Karakter va guanyar l'Oscar a la millor pel·lícula en llengua estrangera el 1998. Maas va ser productor executiu. La pel·lícula va ser produïda per la seva productora First Floor Features, fundada el 1984. Va deixar l'empresa, que va iniciar amb Laurens Geels, el 2001.
La seva pel·lícula del 2016 Prooi es va convertir en un èxit de taquilla inesperat als cinemes de la Xina el 2019. També és la primera pel·lícula holandesa que s'aconsegueix una estrena àmplia a la Xina. La pel·lícula es va retitular com a Violent Fierce Lion.
Un documental autoritzat sobre la seva carrera titulat De Dick Maas Methode es va estrenar al Festival de Cinema Holandès el 27 de setembre de 2020 a Utrecht.
El 2017 va escriure el seu primer thriller, titulad Salvo (ISBN 978-90-820704-3-9), seguit el mateix any d'un llibre on va escriure sobre la seva carrera com a cineasta. (ISBN 978-90-820704-2-2). The Naked Witness (ISBN 978-90-820704-6-0) és el títol del seu llibre de 2021 basat en la seva pel·lícula de 1988 Amsterdamned. Segons Maas, és el primer d'una sèrie de llibres basats en aquesta pel·lícula.
Maas està casada amb la seva companya directora de cinema Esmé Lammers, una néta de Max Euwe, campió mundial d'escacs 1935–1937.

## Filmografia (com a director)

### Vídeos musicals
- 1982 – "Twilight Zone" - Golden Earring
- 1984 – "Clear Night Moonlight" - Golden Earring
- 1984 – "When the Lady Smiles" - Golden Earring
- 1988 – "Amsterdamned" - Loïs Lane
- 1988 - " Haunted Guitar " - Billy Falcon
- 1989 - " Turn The World Around " - Golden Earring
- 1997 – "Burning Stuntman" - Golden Earring
- 1997 - " Dance in the Light " - Mai Tai
- 2003 - " Afscheid Nemen Bestaat Niet " - Marco Borsato
- 2004 - " Laat me Gaan " - Marco Borsato

### Curtmetratges
- Historia Morbi - 1974
- Picknick'- 1975
- Adelbert - 1977
- Bon Bon - 1979
- Onder De Maat - 1979
- Overval - 1979
- Idylle - 1979
- Rigor Mortis - 1980
- Long Distance - 2003

### Llargmetratges
- 1983 – De Lift
- 1986 – Una família tronada
- 1988 – Amsterdamned, misteri als canals
- 1992 – Flodder in America (aka Flodder 2)
- 1995 – Tornen els Flodder
- 1999 – Dominada pel pànic
- 2001 – Down
- 2007 – Moordwijven
- 2010 – Sint
- 2012 – Quiz
- 2016 – Prooi/Violent Fierce Lion